# Pionella neogaea
Pionella neogaea är en kvalsterart som beskrevs av Herbert Habeeb 1955. Pionella neogaea ingår i släktet Pionella och familjen Pionidae. Inga underarter finns listade i Catalogue of Life.